# Niklas Sundin
Niklas Sundin (Göteborg, 13. kolovoza 1974.) švedski je gitarist melodičnog death metala. Najpoznatiji je kao gitarist melodičnog death metal sastava Dark Tranquillity. Danas je glazbenik skupine Mitochondrial Sin. Također je bio gitarist sastava Laethora.

## Životopis

### Dark Tranquillity
Sundin je bio jedan od izvornih članova sastava Dark Tranquillity, u kojem je svirao gitaru i pisao pjesme. U početku je pisao i tekstove, od albuma Skydancer do albuma The Mind's I. Bio je autor i teksta pjesme "Inside the Particle Storm" iz albuma Fiction i s Mikaelom Stanneom bio je autor tekstova pjesama "Arkhangelsk" i "Iridium".
Sundin nije svirao uživo s Dark Tranquillityjem od 2016. Dana 22. ožujka 2020. objavljeno je da ga je napustio. 

### Ostali projekti
Svirao je gitaru u power metal-sastavu Hammerfall, ali ga je napustio prije nego što je objavljen prvi studijski album. Pisao je i tekstove za pjesme na albumu The Jester Race sastava In Flames, a na engleski jezik preveo je tekstove pjesama na albumu Whoracle. Bio je gitarist sastava Laethora. Od 2019. svira u samostalnom projektu Mitochondrial Sin. Osnovao je grafički studio Cabin Fever Media, koji dizajnira naslovnice za albume glazbenih skupina. Surađivao je sa sastavima kao što su Arch Enemy, In Flames, Eternal Tears of Sorrow, Nightrage i Dimension Zero.

## Diskografija
Dark Tranquillity (1989. – 2020.)
- A Moonclad Reflection (1992., EP)
- Skydancer (1993.)
- Of Chaos and Eternal Night (1995., EP)
- The Gallery (1995.)
- Enter Suicidal Angels (1996., EP)
- The Mind's I (1997., EP)
- Projector (1999.)
- Haven (2000.)
- Damage Done (2002.)
- Lost to Apathy (2004., EP)
- Character (2005.)
- Fiction (2007.)
- We Are the Void (2010.)
- Construct (2013.)
- Atoma (2016.)

Mitochondrial Sin (2019. – danas)
- Mitochondrial Sin (2020.)

## Naslovnice
1999.
- Dark Tranquillity – Projector
- Dark Tranquillity – Skydancer/Of Chaos and Eternal Night
- Gardenian – Soulburner

2000.
- Dark Tranquillity – Haven
- Eternal Tears of Sorrow – Chaotic Beauty
- In Flames – The Tokyo Showdown
- Sentenced – Crimson
- Gardenian – Sindustries

2001.
- Eternal Tears of Sorrow – A Virgin and a Whore
- Andromeda – Extension of the Wish
- Alas – Absolute Purity
- ...And Oceans – A.M.G.O.D.

2002.
- Dimension Zero – Silent Night Fever
- Arch Enemy – Burning Angel
- Ablaze My Sorrow – Anger, Hate and Fury
- Dark Tranquillity – Damage Done
- In Flames – Reroute to Remain
- ...And Oceans – Cypher

2003.
- Dimension Zero – This Is Hell
- Agregator – A semmi ágán
- Nightrage – Sweet Vengeance
- Naglfar – Sheol
- In Flames – Trigger
- Arch Enemy – Anthems of Rebellion

2004.
- Dark Tranquillity – Exposures – In Retrospect and Denial
- In Flames – Soundtrack to Your Escape
- In Flames – The Quiet Place
- Dark Tranquillity – Lost to Apathy
- Arch Enemy – Dead Eyes See No Future

2005.
- Green Carnation – The Quiet Offspring
- Dark Tranquillity – Character

2006.
- Dragonland – Astronomy
- Agregator – Szürkület
- Andromeda – Chimera

2007.
- Dark Tranquillity – Fiction
- Arch Enemy – Rise of the Tyrant
- Laethora – March of the Parasite
- Powerwolf – Lupus Dei

2008.
- Dark Age – Minus Exitus
- Corporation 187 – Newcomers of Sin

2009.
- Dark Age – Acedia
- Dark Tranquillity – Where Death Is Most Alive

2010.
- Dark Tranquillity – We Are the Void
- Laethora – The Light in Which We All Burn

2011.
- Black Flame – Septem

2012.
- Darkified – Cthulhu Roseth – The Complete Worls of Darkified

2013.
- Dark Tranquillity – Construct

2014.
- Awphanemer – Know Thyself

2015.
- Carthagods – Carthagods

2016.
- Dark Tranquillity – Atoma
- Aphyxion – Aftermath

2017.
- Agregator – Semmiböl, a semmin át

2018.
- Green Carnation – Last Day of Darkness

2019.
- Fading Aeon – A Warrior's Tale

2020.
- Mitochondrial Sin – Mitochondrial Sin
- Dark Tranquillity – Moment
- Withering Surface – Meet Your Maker

2021.
- Thyrfing – Vanagandr